# Eumichtis apennina
Eumichtis apennina là một loài bướm đêm trong họ Noctuidae.